# Валенсуела (Кордова)
Валенсуела (ісп. Valenzuela) — муніципалітет в Іспанії, у складі автономної спільноти Андалусія, у провінції Кордова. Населення — 1317 осіб (2010).
Муніципалітет розташований на відстані близько 300 км на південь від Мадрида, 50 км на схід від Кордови.

## Демографія
Динаміка населення (INE ):

## Галерея зображень

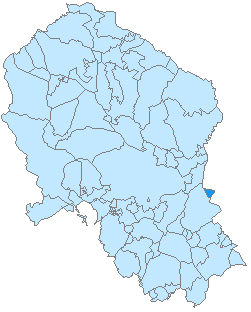
Розташування муніципалітету у провінції Кордова